# 伦杰尔托蒂区
伦杰尔托蒂区，是匈牙利绍莫吉州的一个区，总面积272.62平方公里，总人口11483人（2007年1月1日），人口密度42.1人/平方公里。中心城市位于Lengyeltóti。

## 辖区
伦杰尔托蒂区包含10个市镇。